# Sveta vrata
Sveta vrata (lat. Porta Sancta) tradicijski su ulazni portal koji se nalazi unutar velikih papinskih bazilika u Rimu. Vrata su obično zabrtvljena mortom i cementom iznutra tako da se ne mogu otvoriti. Svečano se otvaraju tijekom jubilejskih godina koje određuje Papa, jer hodočasnici koji uđu kroz ta vrata mogu pobožno dobiti sveobuhvatne oproste povezane sa slavljem jubilarne godine.
Papa Franjo je u listopadu 2015. proširio tradiciju tako da je svaka latinska katolička biskupija diljem svijeta odredila jedna ili više mjesnih Svetih vrata tijekom Izvanrednog jubileja milosrđa, kako bi katolici mogli dobiti sveobuhvatne oproste dodijeljene tijekom jubilarne godine, a da ne moraju putovati u Rim.
Otvaranje i zatvaranje Svetih vrata četiriju glavnih papinskih bazilika u Rimu (Bazilika sv. Petra, Bazilika sv. Ivana Lateranskog, Bazilika sv. Marije Velike i Bazilika sv. Pavla izvan zidina) označavaju početak i kraj jubileja. Svaki vjernik koji prođe kroz jedna od Svetih vrata dobiva potpuni oprost od grijeha, uz ispovijed, pričest i molitvu na nakanu sv. Oca.
Papa Bonifacije VIII. započeo je tradiciju Svete godine, poznate kao jubilej, 1300. godine i od tada ih Katolička Crkva slavi svakih 25 godina. Glavni dio Svete godine za katolike je hodočašće u Rim i obredni prelazak preko praga svetih vrata koji simboliziraju prelazak u Božju prisutnost. Istovremeno se daje oprost od vremenite kazne za grijehe hodočasnika, poznat kao indulgencija.
U Evanđelju po Ivanu (Iv 10,9) Isus je citiran kako kaže: „Ja sam vrata. Kroza me tko uđe, spasit će se.” U Evanđelju po Luki (Lk 11,9) se nalazi: „Kucajte i otvorit će vam se!” Otkrivenje (Otk 3,20) kaže: „Evo, na vratima stojim i kucam; posluša li tko glas moj i otvori mi vrata, unići ću k njemu i večerati s njim i on sa mnom.”